# Arméstaben (gamla)
Arméstaben (Ast) var en högre ledningsstab inom svenska armén som verkade i olika former åren 1937–1994. Förbandsledningen var förlagd i Stockholms garnison i Stockholm.

## Historik
Arméstaben (Ast) var ett stabsorgan för Chefen för armén (CA). Arméstaben bildades den 1 juli 1937, där Chefen för armén under Kungl. Maj:t utöva den högsta militära ledningen över lantförsvaret. Chefen för armén hade till sin hjälp en arméstab för att biträda hans ämbetsutövning. År 1942 omorganiserades staben, vilken då kom att omfatta arméstaben, centrala värnpliktsbyrån, arméinspektionen, hemvärnschefen jämte hemvärnsstaben, truppslagsinspektörerna, arméchefen direkt under underlydande personalkårchefer och arméförvaltningen. Från 1949 organiserades staben i två sektioner, sektion 1 och sektion 2, och från 1959 tillkom sektion 3.
Fram till 1990 var chefen för Arméstaben även chef för Generalstabskåren, då den upphörde som särskild personalkår. Den 30 juni 1994 upplöstes och upphörde Arméstaben som stab och myndighet. I dess ställe bildades den 1 juli 1994 Arméledningen ingående i det nybildade Högkvarteret. Arméstabens siste chef blev Lennart Rönnberg.
I februari 2018 föreslog Försvarsmakten i sitt budgetunderlag för 2019 till regeringen en omorganisation av Försvarsmaktens ledning. Förslaget var bland annat utformat med en ny ledning och nya organisationsenheter på nya orter. Det för att ge bättre förutsättningar för en robust och uthållig ledning. De nya organisationsenheter som Försvarsmakten önskade bilda föreslogs benämnas Arméstaben, Flygstaben samt Marinstaben. Dessa skulle bildas genom en sammanslagning av produktionsledning och insatsledning, samt andra kompletterande delar från bland annat Högkvarteret och Försvarets materielverk. Staberna föreslogs bildas den 1 januari 2019 och ledas under en arméchef, en marinchef och en flygvapenchef.

## Förläggningar och övningsplatser
Huvuddelen av arméstaben var belägen i byggnaden Generalitetshuset på Östermalmsgatan 87, men även och på sju andra platser i Stockholmsområdet. Vissa delar av arméstaben var åren 1943–1981 belägna i byggnaden Tre Vapen på Banérgatan 62-64 i Stockholm. År 1981 flyttades staben till den då nyuppförda byggnaden "Bastionen" vid Lidingövägen 24 i Stockholm. Vilken sedan 1994 Högkvarteret är förlagd till.
Lokaliseringsort för den nya arméstab föreslogs av Försvarsmakten att etableras i Enköpings garnison intill Ledningsregementets kasernområde. Som alternativ fanns även ett tag en lokalisering till Kungsängens garnison.

## Förbandschefer
Förbandschefen titulerades Chefen för arméstaben och hade tjänstegraden generalmajor.

- 1936–1937: Ernst af Klercker
- 1937–1940: Helge Jung (överbefälhavare, 1944–1951)
- 1940–1942: Folke Högberg
- 1942–1943: Henry Tottie
- 1943–1946: Hugo Gadd
- 1946–1948: Ivar Backlund
- 1948–1953: Viking Tamm
- 1953–1957: Bert Carpelan
- 1957–1961: Gustav Åkerman
- 1961–1963: Arne Mohlin
- 1963–1966: Stig Synnergren [b]
- 1966–1968: Ove Ljung
- 1966–1968: Karl Eric Holm (tf)
- 1968–1972: Karl Eric Holm
- 1972–1974: Lennart Ljung [c]
- 1974–1979: Gösta Hökmark
- 1979–1983: Robert Lugn
- 1983–1988: Krister Larsson
- 1988–1990: Curt Sjöö
- 1990–1994: Lennart Rönnberg

## Namn, beteckning och förläggningsort
| Arméstaben | 1937-07-01 | – | 1994-06-30 |

| Ast | 1937-07-01 | – | 1994-06-30 |

| Stockholms garnison | 1937-07-01 | – | 1994-06-30 |

## Galleri

Gamla militarstabsbyggnaden på Östermalmsgatan 87
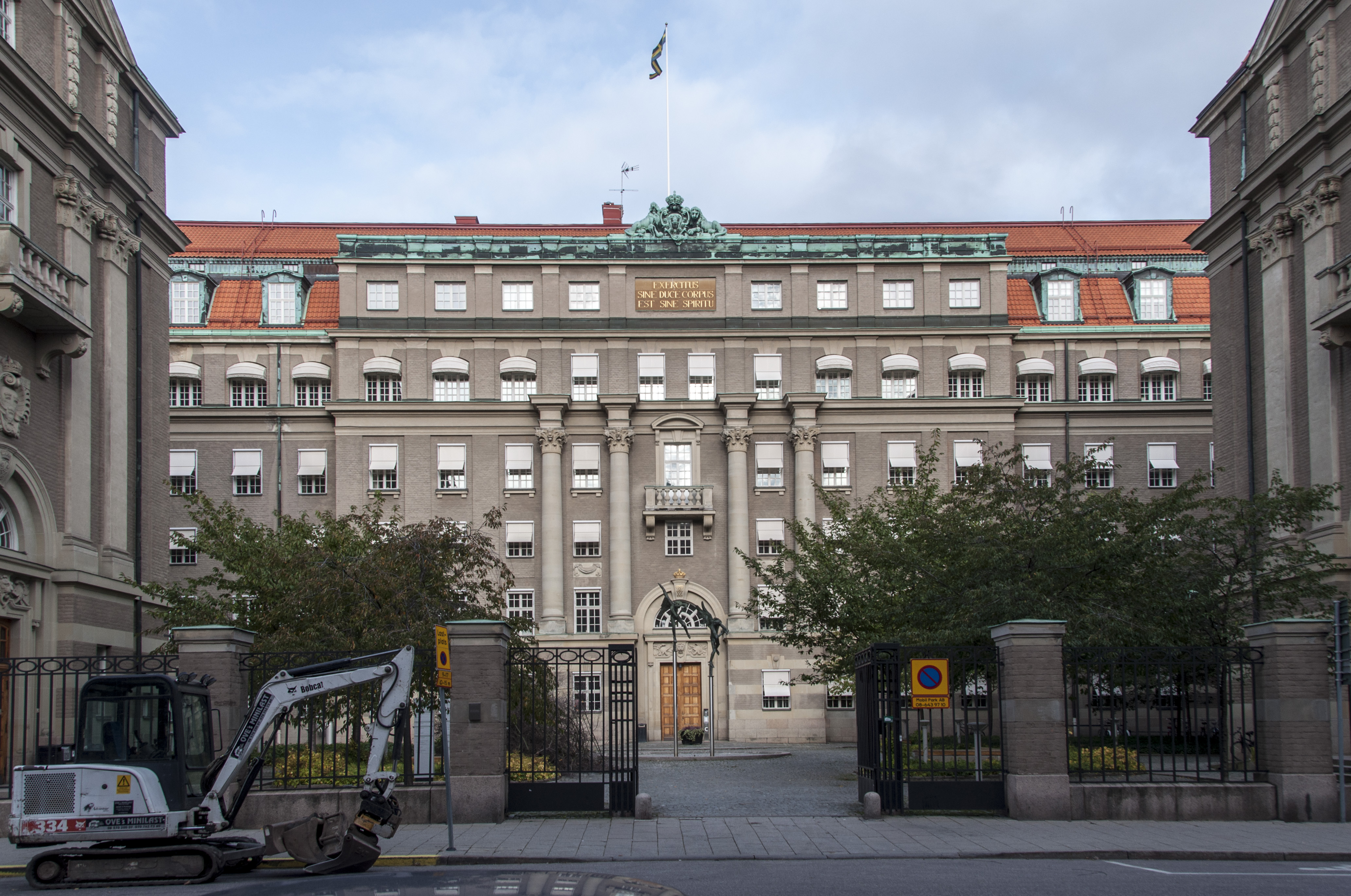
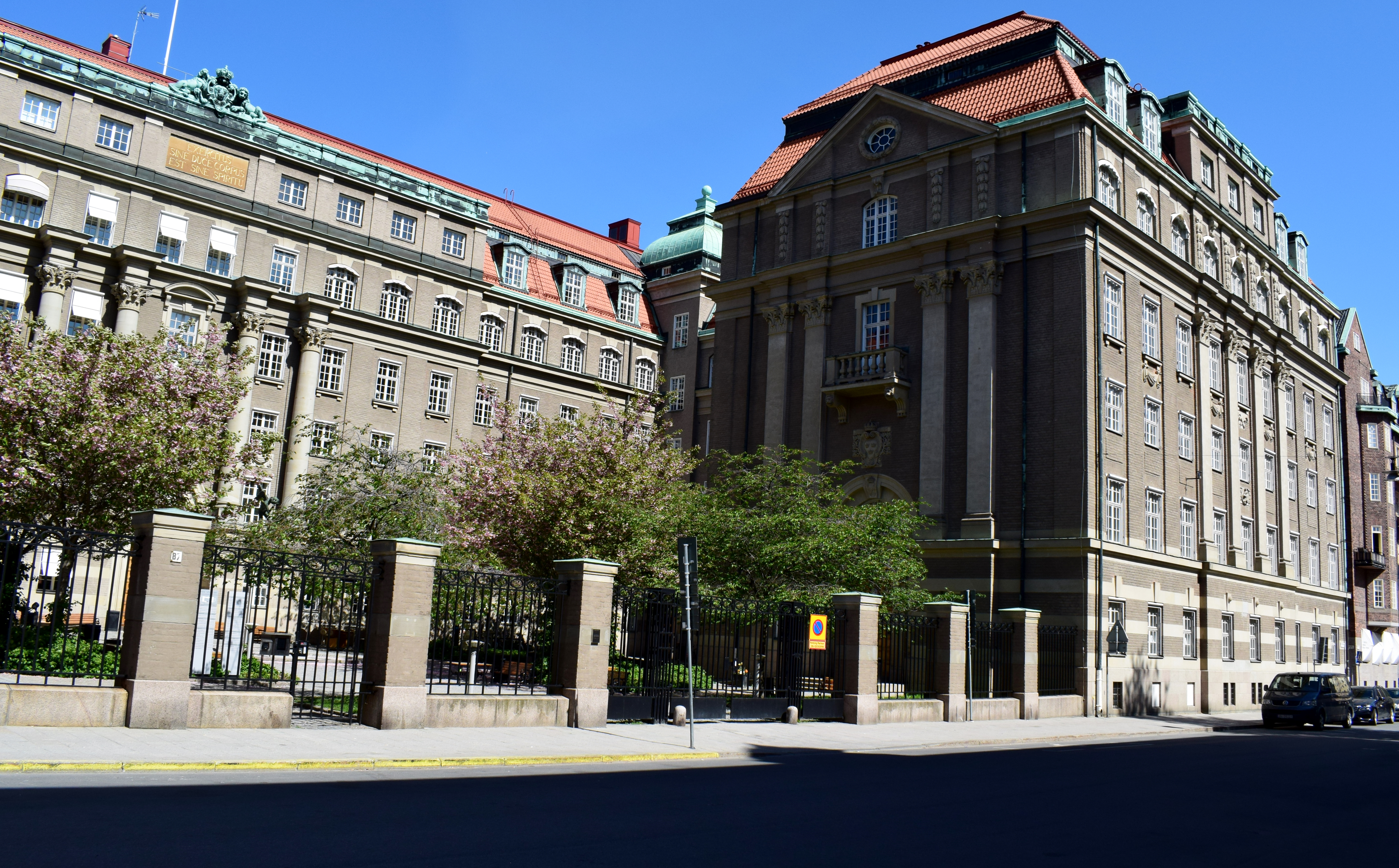
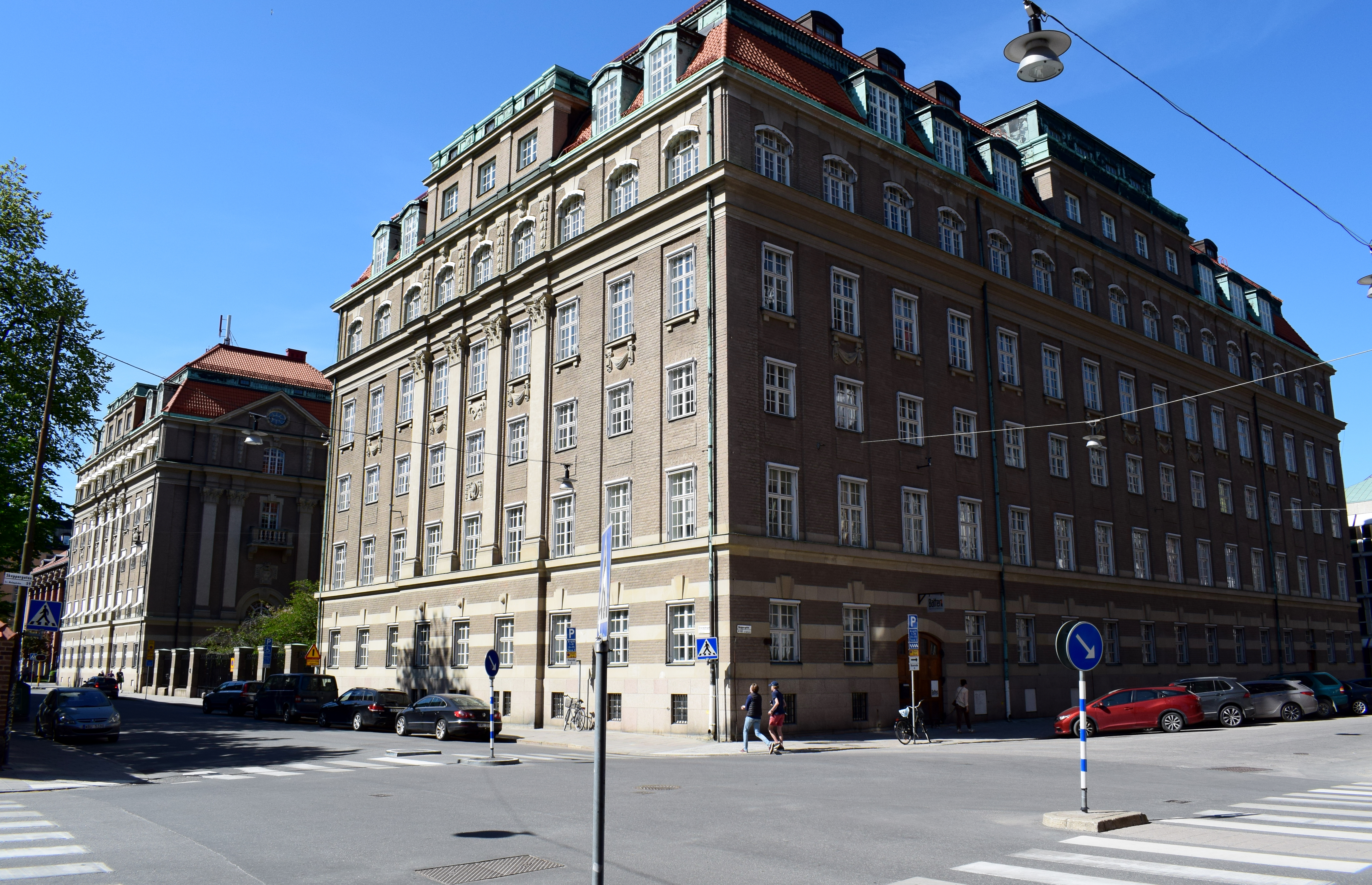
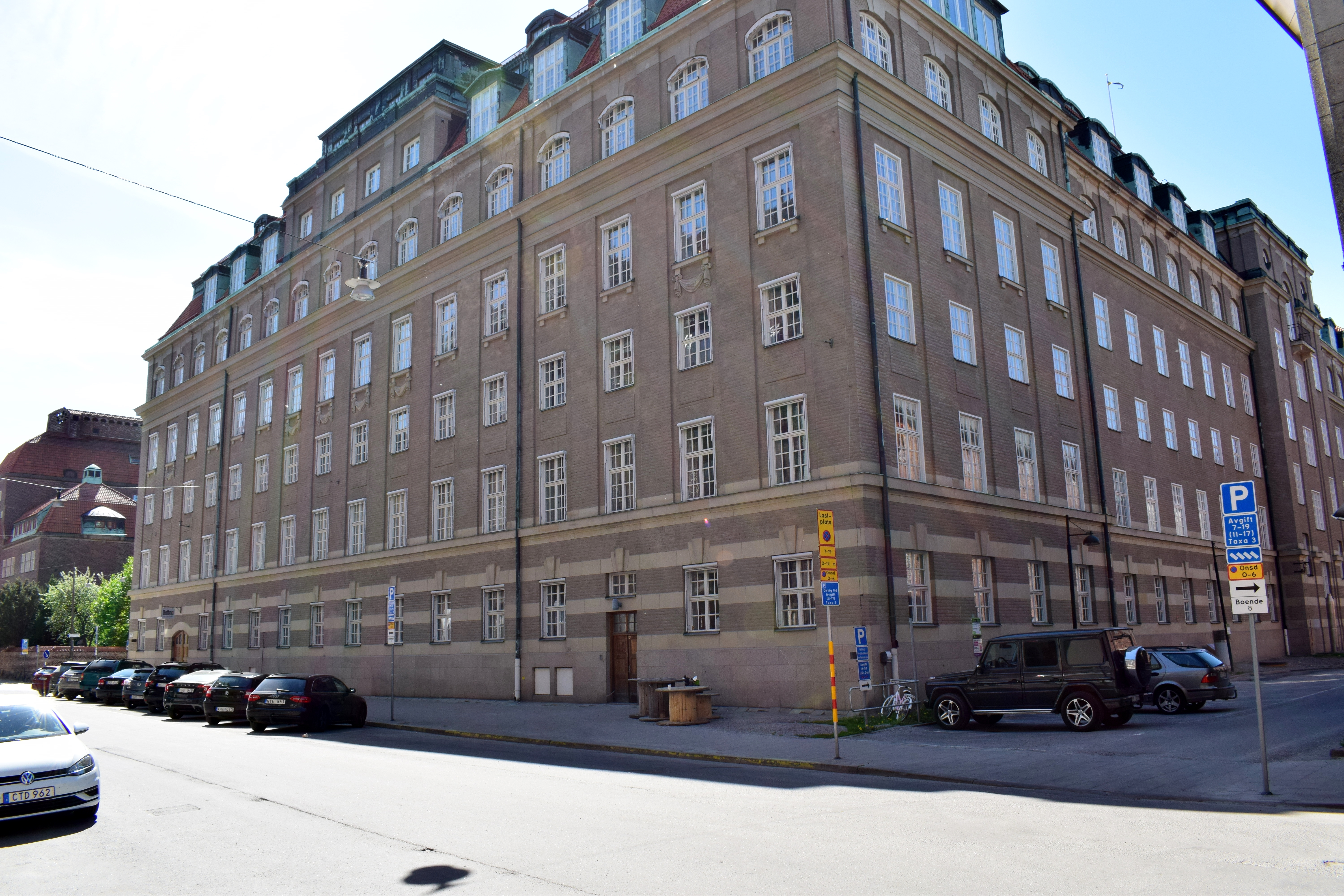